# Saint-Sauveur (Meurthe-et-Moselle)
Saint-Sauveur (deutsch Sankt Salvator) ist eine französische Gemeinde mit 40 Einwohnern (Stand 1. Januar 2022) im Département Meurthe-et-Moselle in der Region Grand Est (vor 2016 Lothringen). Sie gehört zum Arrondissement Lunéville und zum Kanton Baccarat.

## Geographie
Die Gemeinde liegt am Rande der Vogesen auf einer Anhöhe am Oberlauf der Vezouze, etwa 59 Kilometer ostsüdöstlich von Nancy, 59 Kilometer westlich von Straßburg, 15½ Kilometer südsüdwestlich von Lorquin (Lörchingen) und sieben Kilometer südsüdöstlich von Cirey-sur-Vezouze im Süden des Départements Meurthe-et-Moselle und grenzt an das Département Bas-Rhin.
Nachbargemeinden sind Petitmont im Norden, Grandfontaine (im Département Bas-Rhin) im Osten, Bionville im Südosten, Angomont im Süden sowie Bréménil und Parux im Westen. Die Gemeinde besteht aus dem Ort Saint-Sauveur sowie einigen Häusergruppen und Einzelgehöften. Ganz im Osten der Gemeinde entspringt die Vezouze, die streckenweise die Gemeindegrenze bildet. Fast das gesamte Gemeindegebiets ist bewaldet. An der Nordgrenze der Gemeinde liegt der Teich Étang de la Gagère.

## Geschichte
Die bereits 1010 erwähnte Abtei Saint-Sauveur existiert nicht mehr. In den Religionskriegen des 16. Jahrhunderts wurde die Abtei 1577 von Deutschen Reitern angegriffen und zerstört. Ihre Kirche Notre Dame de Saint-Sauveur ist die heutige Dorfkirche Saint-Nicolas. Die heutige Gemeinde wurde 1183 unter dem lateinischen Namen Sancti-Salvatoris erstmals in einem Dokument erwähnt. Sie war Teil der Vogtei (Bailliage) Blâmont im Herzogtum Lothringen, das 1766 an Frankreich fiel. Bis zur Französischen Revolution lag die Gemeinde dann im Grand-gouvernement de Lorraine-et-Barrois. Von 1793 bis 1801 war Saint-Sauveur dem Distrikt Blâmont zugeteilt und zudem Teil des Kantons Cirey, danach von 1801 bis 1873 im Kanton Lorquin (1871–1873 Lörchingen). Saint-Savour war eine der zahlreichen Ortschaften, die nach dem Deutsch-Französischen Krieg wieder an Frankreich zurückgegeben wurden. Von 1873 bis 2015 gehörte das Dorf wiederum zum Kanton Cirey(-sur-Vezouze). Von 1801 bis 1873 war das Dorf zudem dem Arrondissement Sarrebourg (1871–1873 Kreis Saarburg) zugeordnet. Seither gehört Tanconville zum Arrondissement Lunéville. Die Gemeinde lag bis 1871 im alten Département Meurt(h)e, danach zwei Jahre im Bezirk Lothringen. Seither bildet sie einen Teil des Départements Meurthe-et-Moselle. Von 1873 bis 1918 war sie Grenzgemeinde zu Deutschland. In den beiden Weltkriegen kam es zu Zerstörungen.

## Bevölkerungsentwicklung
| Jahr                       | 1962 | 1968 | 1975 | 1982 | 1990 | 1999 | 2007 | 2019 |
| Einwohner                  | 73   | 63   | 55   | 52   | 50   | 51   | 48   | 35   |
| Quellen: Cassini und INSEE |      |      |      |      |      |      |      |      |

## Verkehr
Saint-Sauveur liegt weitab von bedeutenden überregionalen Verkehrswegen. Für den regionalen Verkehr ist die D181 wichtig, die durch das Dorf führt.

## Sehenswürdigkeiten
- Kirche Saint-Nicolas aus dem 16. Jahrhundert
- Kapelle Chapelle de Ton an der Ostgrenze der Gemeinde
- Kapelle am Étang de la Gagère
- mehrere Wegkreuze
- Sägewerk Scierie de Machet im Waldgebiet Forêt Domaniale de Bousson
- Denkmal für die Gefallenen[2]